# Scone (Scozia)
Scone (AFI: [skuːn]; in gaelico: Sgàin, e in gaelico medievale Scoine) è un villaggio nella regione di Perth e Kinross, in Scozia. Il villaggio medievale di Scone ebbe un'importante storia locale che si sviluppò attorno al celebre monastero, che fu il luogo di incoronazione di Re di Scozia per secoli (l'ultimo Carlo II Stuart nel 1651), e alla residenza reale è stato abbandonato agli inizi del XIX secolo quando un nuovo palazzo di Scone venne costruito nella proprietà del Conte di Mansfield. Quindi il moderno villaggio di Nuova Scone e il medievale villaggio di Vecchia Scone possono spesso essere distinti. Oggi Nuova Scone è chiamata semplicemente Scone. La popolazione è di più di 4 000 abitanti, ed è essenzialmente un sobborgo di Perth (che è a meno di 4 km).
Fino al 1472 è stata la seconda capitale del Regno di Scozia. Qui era presente la nota Pietra di Scone, il trono su cui veniva incoronato il re di Scozia, poi portato all'Abbazia di Westminster e poi (XX secolo) al castello di Edimburgo (anche se il governo scozzese si è detto favorevole a portarla in un museo a Perth). A Scone vi è una copia. Nel 2023 la Pietra di Scone è stata brevemente portata a Westminster per l'incoronazione di re Carlo III.